# Natura e artificio
L'accostamento dei due termini natura e artificio vuole significare il rapporto tra la realtà che non è prodotta dall'uomo e tutto ciò che egli trasforma in oggetti da lui creati.

## La distinzione tra naturale e artificiale

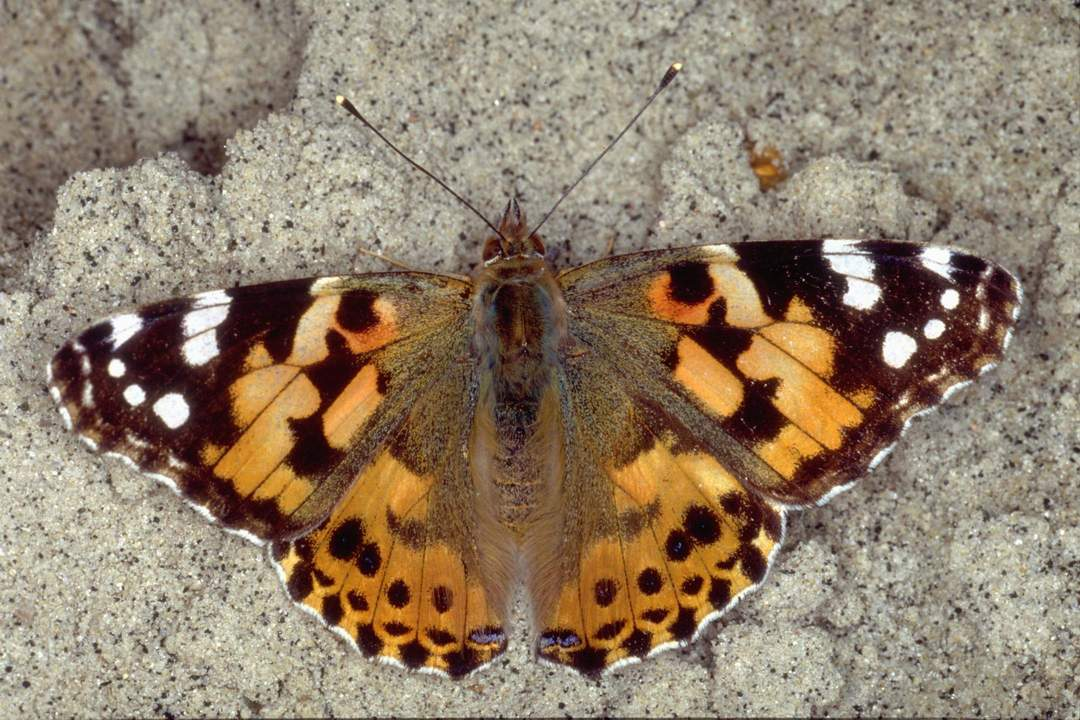
Le farfalle hanno ali simmetriche.

Se nelle prime rivoluzioni tecnico-industriali non era difficile distinguere l'oggetto naturale da quello artificiale, nelle produzioni dell'attuale biocapitalismo non è più possibile cogliere visivamente la differenza. Come distinguere il mais, l'insetto, l'animale geneticamente modificato dai corrispondenti esseri naturali ? Sono questi ancora appartenenti alla natura o prodotti artificiali modificati dalle biotecnologie?
La confusione tra oggetti naturali e oggetti artificiali ha dato origine alla difficoltà di distinguere gli uni dagli altri e ci si è posti il problema di identificare il criterio di distinzione riferendolo ad esempio alla struttura simmetrica e alla semplicità di forme degli oggetti artificiali , ma in questo caso anche i cristalli e gli alveari rientrerebbero tra gli oggetti artificiali; e non vale neppure il criterio che gli oggetti creati dall'uomo avrebbero alla base un progetto di produzione poiché sarebbe comunque  difficile, da questo punto di vista, distinguere ad esempio la valvola artificiale di un cuore da quella naturale poiché, se valesse questo criterio, tutti gli esseri viventi e tutti i prodotti della loro attività, risultanti da un programma che genera miglioramenti, dovrebbero essere compresi tra gli oggetti artificiali.

## I rapporti tra natura e artificio

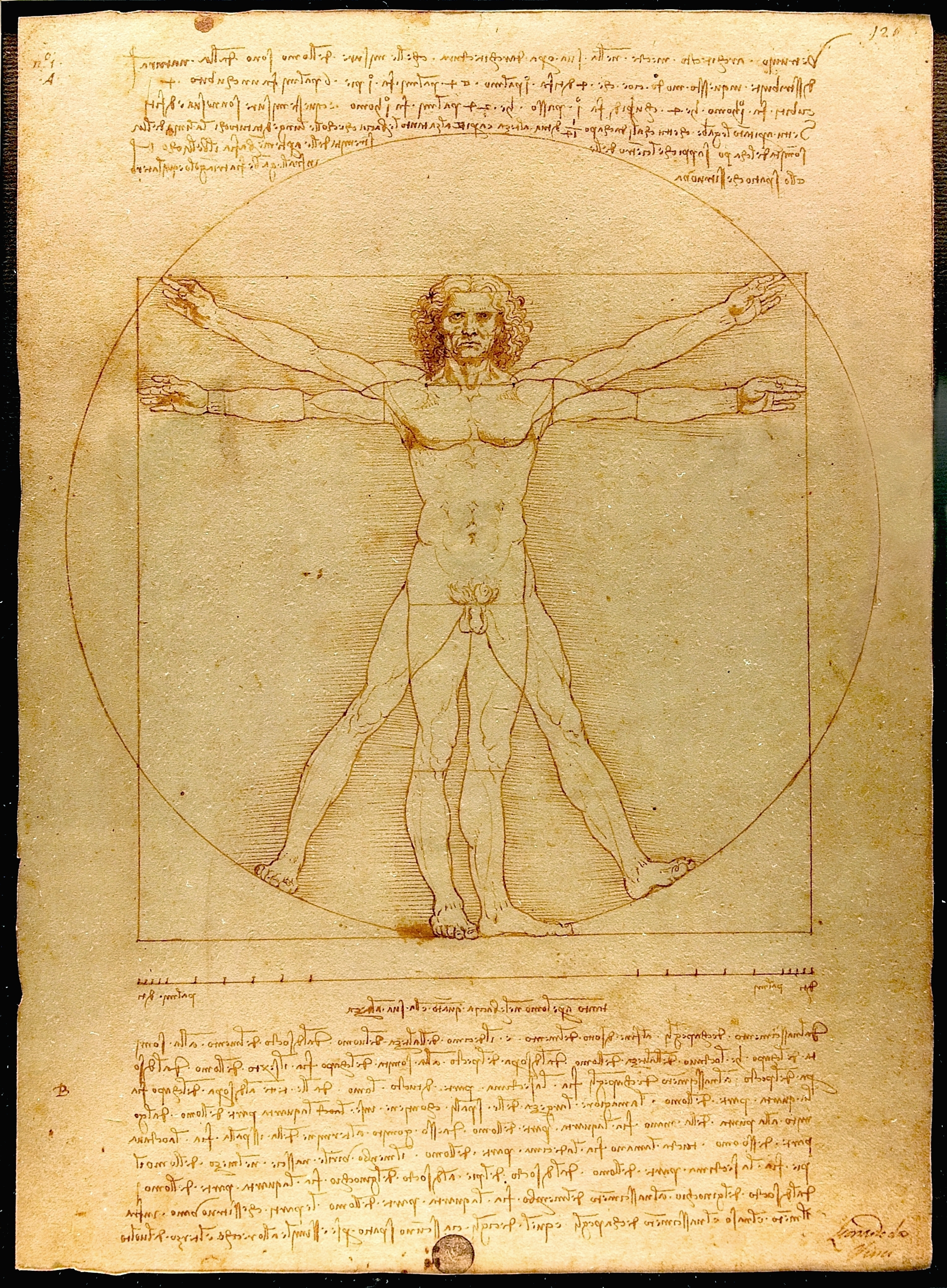
L'Uomo vitruviano di Leonardo da Vinci, simbolo del rapporto microcosmo umano e macrocosmo naturale (Gallerie dell'Accademia, Venezia)

Le interazioni natura-artificio sono state variamente interpretate nel corso della storia.
Alla natura sono state attribuite caratteristiche esoteriche, mitiche o rituali da molte popolazioni pre-agricole e pre-artigianali. La cultura classica l'ha idealizzata, mentre nel Medioevo ha assunto connotazioni religiose. Il Rinascimento prima ne ha offerto una visione umanizzata, poi ha cominciato a studiarla con metodo scientifico rappresentandola in termini razionali.
La scienza dal XVI al XIX secolo ha seguito quasi esclusivamente il metodo riduzionista che si basa sulla scomposizione della complessità in fenomeni più semplici da studiare in modo approfondito. I fenomeni naturali sono stati quantificati attraverso modelli matematici progressivamente più complessi e rappresentativi. Recentemente si è affermata, sempre tra gli scienziati, la necessità di porsi nei confronti della natura in termini olistici , perché l'insieme è maggiore (o comunque diverso) dalla semplice somma delle parti analizzate separatamente l'una dall'altra.
Parallelamente l'azione umana, indicata come artificiale proprio per distinguerla dai fenomeni naturali, in epoche arcaiche assomigliava ad un insieme di riti, non supportati dalla comprensione di cause ed effetti. Lo sviluppo della conoscenza, accompagnato dall'organizzazione del sistema produttivo (nascita dell'artigianato e della città), permette di passare dal rito alla τεκνη (techné), parola greca che indica l'arte, la maestria del fare che se, secondo la cultura classica, produce bellezza è in grado nell'opera d'arte anche di superare il modello naturale.
Con la modernità le ragioni economiche del produrre soggiogano per intero le conoscenze tecniche, mentre la ricerca scientifica aumenta l'efficienza dei processi produttivi dando inizio alla cosiddetta rivoluzione industriale. L'inquinamento crescente nelle città industriali ha provocato i primi allarmi nella seconda metà del XIX secolo divenuti poi consapevolezza critica nel corso del Novecento.

## Interpretazioni
Il modificarsi dei significati nel corso del tempo non ha cancellato le convinzioni precedenti, che ricompaiono seppure in misura parziale e non sempre riconoscibile nelle posizioni più avanzate.
Lo scenario delle posizioni attuali, mutuando una classificazione utilizzata dagli economisti, può essere ricondotto a due tipologie di interpretazioni contrapposte, interpolate da una terza.
- Tecnocentrica è la prospettiva incentrata sulla tecnologia alla quale sono assegnati tutti i compiti: tanto lo sviluppo economico quanto il risanamento ambientale. In un passato ancora recente molti sono stati gli ispiratori di un futuro tecnologico desiderabile anche se espressione di convinzioni diverse, che vanno da Friedrich Engels[9] con la sua utopia comunista fino a Isaac Asimov[10] con le sue visioni fantascientifiche di un mondo tutto artificiale.
- Ecocentrica è la posizione che accomuna quanti cercano di contrastare l'azione distruttiva dell'uomo nei confronti delle risorse naturali. L'allarme per una crescita dell'inquinamento che appare inarrestabile, porta a ritenere necessario il controllo (se non la diminuzione) dei consumi individuali e collettivi. Attorno a questo comune denominatore, le motivazioni o le ricette possono diversificarsi per le influenze di modelli socioeconomici del secolo scorso come Barry Commoner[11] e Evald Ilenkov[12] o per le implicazioni della globalizzazione in atto come Jeremy Rifkin[13] e Naomi Klein[14].
- Dialettica è la caratteristica distintiva di quanti si adoperano per favorire migliori condizioni di equilibrio tra le componenti naturali e artificiali, piuttosto che sostenere la priorità delle une o delle altre. Alle formulazioni teoriche di carattere generale vengono preferiti contributi specifici, anche se di carattere settoriale, come: la interpretazione "artificiale" dei fenomeni naturali attraverso la modellazione matematica[15] o lo studio dei comportamenti animali[16]; la interpretazione "naturalistica" dell'insediamento umano[17] e il ventaglio delle soluzioni utili[18].

## Interazioni

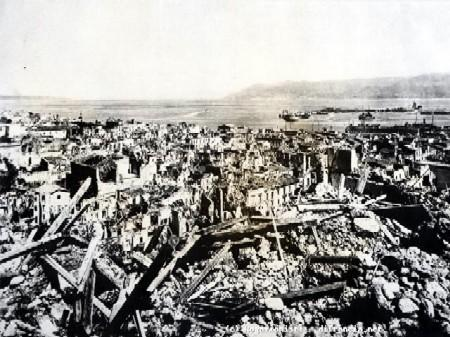
Terremoto di Messina /1908)

Che tra uomo e ambiente le relazioni siano molteplici è ovvio, meno banale è riconoscere i tipi e la direzione degli scambi, anche perché tanto l'uomo quanto l'ambiente sono sistemi complessi in evoluzione continua per caratteristiche strutturali proprie. Le interazioni che qui interessano sono quelle che orientano, condizionano o modificano le corrispondenti dinamiche evolutive (la natura quelle dell'uomo, l'uomo quelle della natura).
Sulla scala dell'intero pianeta due fenomeni naturali si evidenziano in modo contrastante: da un lato il miglioramento delle condizioni di vita e il grado di strutturazione dei singoli ecosistemi , dall'altro la distruzione di tutte le forme di vita e la totale destrutturazione dei sistemi stessi.
Un fenomeno naturale come la sintesi clorofilliana rappresenta la tecnologia naturale dalla quale maggiormente dipende la vita sul pianeta terra. Le foglie infatti, catturando la luce del sole, producono carboidrati ed ossigeno: i primi servono a sviluppare la parte commestibile delle piante; il secondo permette la respirazione del mondo animale.
Un altrettanto naturale fenomeno come la dinamica delle placche tettoniche è invece responsabile di terremoti e maremoti, nonché la concausa delle catene montuose e che originano a sua volta delle eruzioni vulcaniche con tutta la loro carica distruttiva. A quanto è dato di vedere, nonostante i fattori negativi, la vita continua a svilupparsi ed evolversi sulla maggior parte della superficie terrestre.
Anche la tecnologia umana interagisce artificialmente, più e meno consapevolmente, con le dinamiche di fotosintesi e geosfera. La crescita di gas serra non riesce ad essere compensata dalla fotosintesi e dalla relativa produzione di ossigeno, con il peggioramento del grado di stabilità dell'intero ecosistema terrestre. Sono però in avanzato stato di sperimentazione nuove tecnologie che sfruttano artificialmente il meccanismo della stessa fotosintesi per produrre energia elettrica da una fonte rinnovabile: la luce solare.
Anche la geotermia si occupa di valorizzare il calore proveniente dal centro della terra. Sin dal secolo XIX il vapore che usciva dai pozzi geotermici è stato sfruttato industrialmente e successivamente è stato utilizzato per alimentare centrali elettriche (come quella di Larderello in Toscana). Sono oggi impiegati sistemi che utilizzano le differenze di temperatura tra atmosfera e crosta terrestre tanto per riscaldare quanto per rinfrescare gli edifici attingendo alle diverse temperature provenienti dai diversi strati terrestri.

## Gli effetti indesiderati dell'artificio
In teoria tutti i processi cosiddetti artificiali non sono altro che la riproduzione di processi esistenti in natura: il sole è il risultato di tantissime esplosioni nucleari; il vulcano è un altoforno siderurgico di dimensioni enormi; il fiume è assimilabile ad un acquedotto e così di seguito. Nella pratica anche i disastri ambientali possono essere causati da altri esseri viventi (animali e piante) o dalle cose inanimate (tettonica delle zolle) che non vedono coinvolto l'uomo.

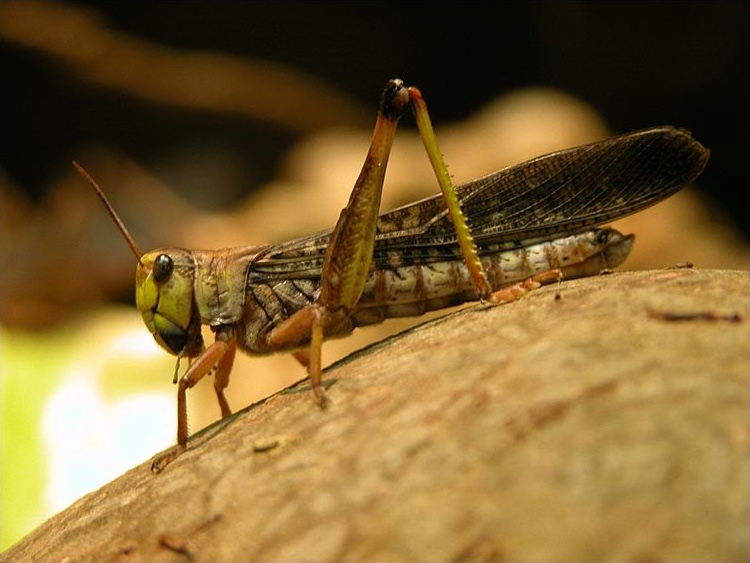
Locusta migratoria

Molti animali si sono dimostrati capaci di generare effetti devastanti come la locusta: quando il numero di questi insetti aumenta e il cibo diventa scarso, gli individui tendono ad aggregarsi in sciami che possono crescere in modo esponenziale sino a rappresentare una catastrofe naturale. Il fenomeno sino agli anni '80 raggiungeva dimensioni bibliche arrivando a distruggere la vegetazione di ampie zone in Asia e Africa. Oggi le devastazioni sono più rare e circoscritte, anche se ancora osservabili in alcune zone del pianeta (nel 2010 Australia e nel 2013 in Madagascar). Il contenimento degli sciami è da attribuire ai disinfestanti artificiali che come effetto positivo uccidono gli insetti e come effetto negativo rischiano di avvelenare i terreni e la falda freatica (quando la concentrazione degli agenti tossici superi la soglia critica). Recentemente i disinfestanti artificiali tossici sono stati sostituiti dalla cosiddetta lotta guidata che sfrutta la competizione tra insetti di specie diverse, introducendo ulteriori dinamiche tanto dei singoli fattori (vegetazione, insetti, tecnologie) quanto delle interazioni e, quindi delle possibili condizioni di equilibrio/disequilibrio.
La crescita patologica delle attività umane rende fin troppo facile documentare come la quantità (e non la qualità) degli interventi sia la causa dell'inquinamento progressivo dell'intero pianeta. Più impegnativo è identificare la soglia che distingue il miglioramento e il peggioramento della qualità ambientale.